# Messaggero di Sant’Antonio

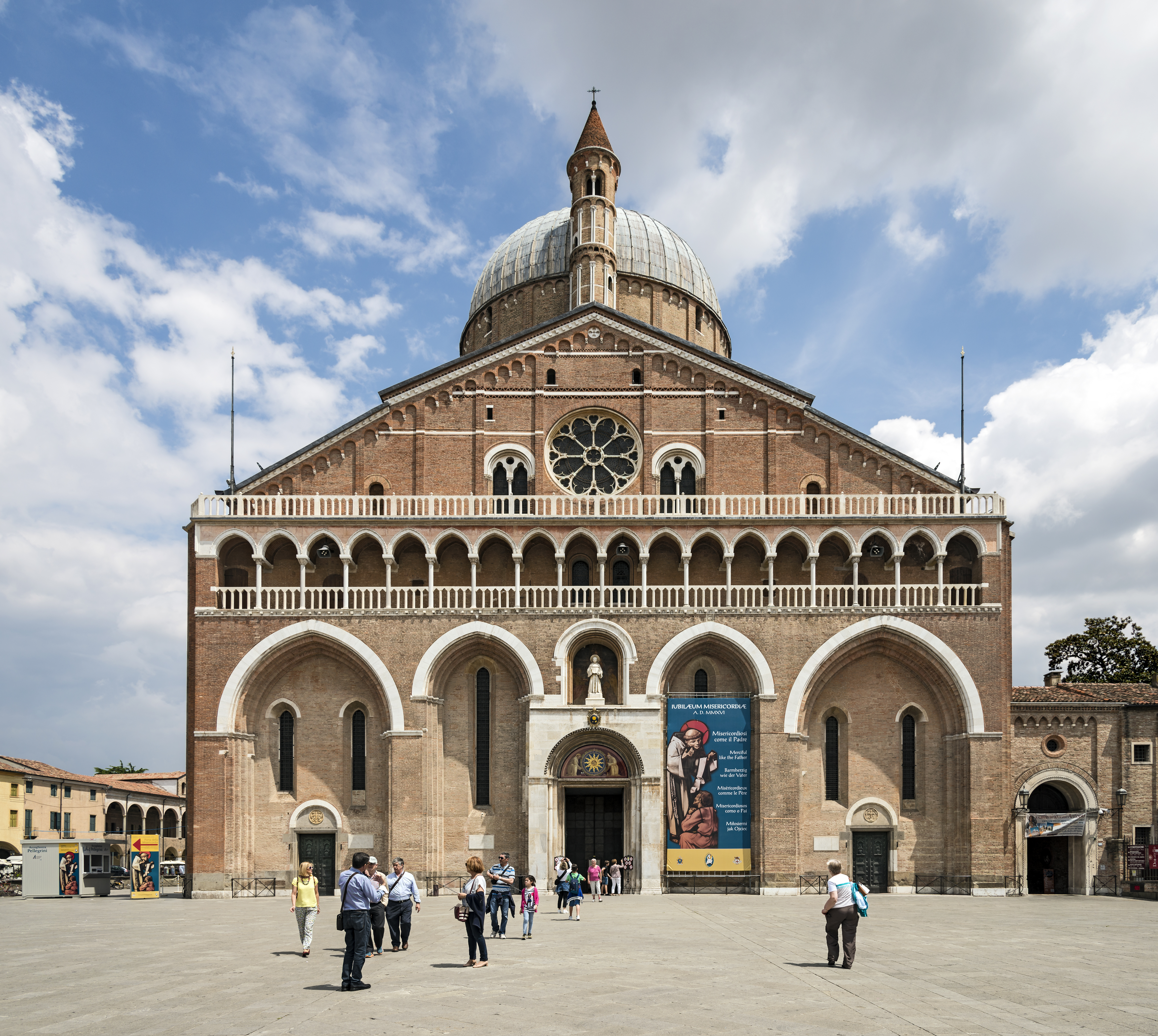
Sitz der Redaktion in Padua (Norditalien)

Der Messaggero di Sant’Antonio oder Sendbote des heiligen Antonius ist eine internationale kirchliche Zeitschrift, die von den Franziskaner-Minoriten herausgegeben wird. Der Sitz der Redaktion ist an der Basilika des heiligen Antonius in Padua. 
Die Zeitschrift erscheint im monatlichen Turnus (elf Ausgaben pro Jahr). Generaldirektor des Messaggero di Sant’Antonio ist P. Giancarlo Zamengo OFM Conv.; Direktor der Zeitschriften ist P. Fabio Scarsato OFM Conv. Direktor der deutschsprachigen Ausgabe war von 1995 bis 2015 Götz OFM Conv., sein Nachfolger ist Andreas Murk OFM Conv. (ab Juni 2015).

## Profil
Neben einem Thema des Monats widmet sich die Zeitschrift kulturellen und spirituellen Fragestellungen. Sie verfügt außerdem über eine eigene Rubrik für Kinder, Der kleine Sendbote, in der die Inhalte der Zeitschrift in kindgerechter Sprache aufbereitet werden. Weitere Seiten beinhalten Leserbriefe und Rezensionen.